# Paul U. Bergström
Paul U. Bergström, Paul Urbanus Bergström, född 12 maj 1860 i Toarp i Västergötland, död 5 mars 1934 i Villa Paulsro på Lidingö, var en svensk affärsman, grundare av varuhuset PUB i Stockholm. Bergström var mormorsfar till Marcus Wallenberg.

## De tidiga åren
Paul U. Bergström var en så kallad knalle från Knallebygden i Västergötland och kom till Stockholm vid 16 års ålder i mars 1876 för att börja som biträde hos lärftkramhandlare C.J. Pettersson, som hade en butik på adress Hötorget 11 (nuvarande Slöjdgatan 11).

## Den första butiken

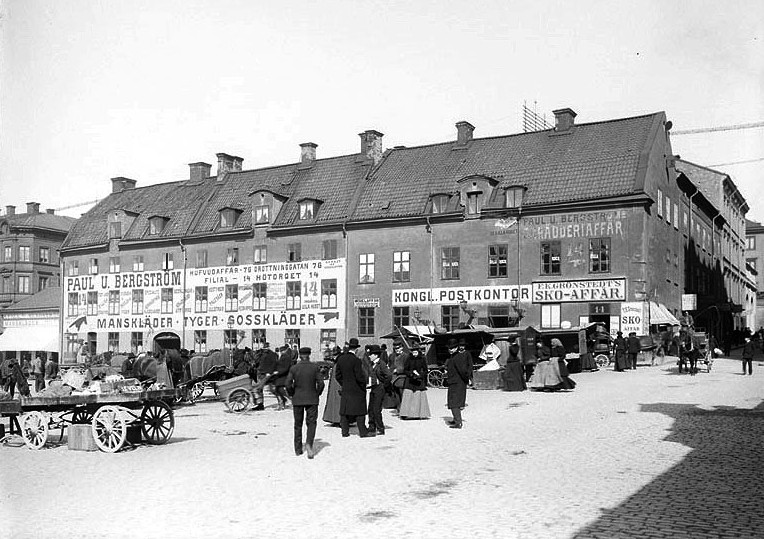
Vy över Hötorget mot öster med Paul U. Bergströms butik 1898 (sedermera platsen för Stockholms Konserthus).

När Paul U. Bergström arbetat för C. J. Pettersson i sex år och lärt sig yrket fick han tillfälle att låna 5 000 kronor för att ta över en lärftskramhandel som kommit på obestånd. Butiken, som endast hade ett litet skyltfönster, låg vid Holländargatan 2. 1882 öppnade Paul U. Bergström sin första butik vid Hötorget i Stockholm, nästan på samma plats där varuhuset PUB tills det stängde hade sin huvudsakliga verksamhet.
Paul U. Bergström var en av de första i Sverige som började sälja färdigsydda kläder i olika storlekar och hans verksamhet expanderade snabbt. Som nyetablerad affärsidkare satte han stopp för två, som han ansåg, utbredda "oskick" inom detaljhandeln, nämligen att pruta och att ge krediter. I hans klädaffär gällde fasta priser och det skulle betalas kontant vid köpet. Det visade sig att kunderna uppskattade hans rättframma affärsmetoder. Verksamheten gick med mycket bra vinst och snart ägde han ett pärlband av butiker runt Hötorget.

## PUB och Greta Garbo
Det var Paul Bergströms son, Kristian Bergström, som erbjöd Greta Garbo anställning som butiksbiträde i faderns varuhus, vilket blev Garbos inkörsport till filmen genom de reklamfilmer hon medverkade i för PUB. Kristian Bergström hade träffat henne på Ekengrens frisersalong (som vid den tiden låg på Götgatan) där hon arbetade 1920 och i juli 1920 började Garbo arbeta på PUB:s hattavdelning och medverkade senare som mannekäng för PUB:s kläder i olika reklamfilmer. Genom reklamfilmerna som visades på Stockholms biografer blev hon upptäckt av folk i filmbranschen.

## Varuhuset PUB vid Hötorget i Stockholm
År 1923 startade han bygget av det stora varuhuset vid Hötorget (hörnhuset Hötorget-Gamla brogatan) i Stockholm som det ser ut än idag. Varuhuset döptes efter hans initialer till PUB-Paul Urban Bergström. Husets grund lades tre våningar under markplan genom att man sprängde bort berg. Huset byggdes sedan med sju våningar ovan mark. Mot slutet av 1925 var fasaden färdig och den 1 december 1925 slogs portarna upp för allmänheten. Arkitekter var Edvard Bernhard och H. Ahlberg.

## Villa Paulsro

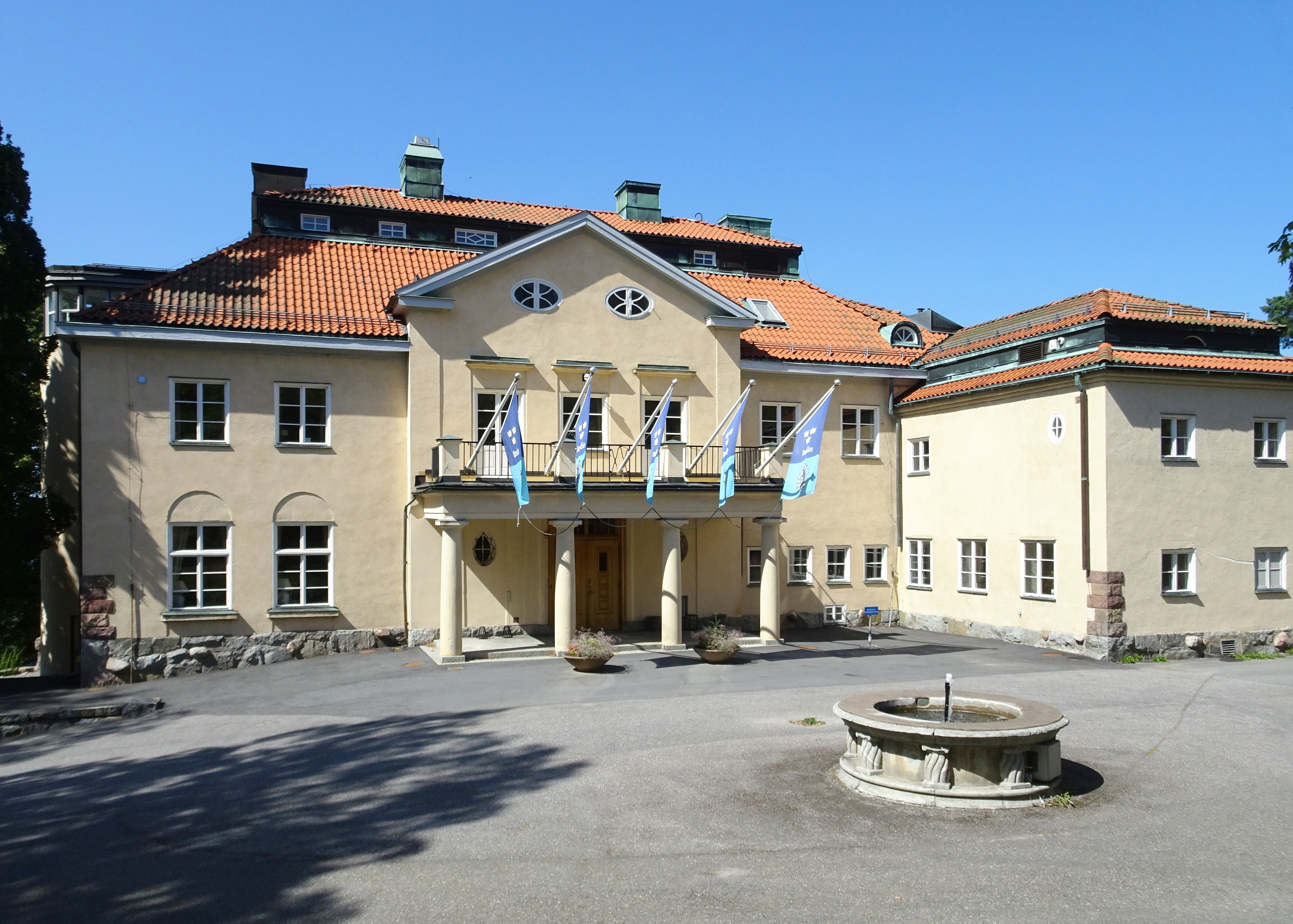
Villa Paulsro, entrésidan

I början av 1900-talet köpte Bergström fastigheten Sotudden 1 på Lidingö som inbegrep Bosön och byggde där till att börja med ett sommarhus som senare under 1920-talet byggdes om till permanentbostad. Han kallade sin nya bostad 'Villa Paulsro', och huset såldes av Bergströms dödsbo till Riksidrottsförbundet 1938.

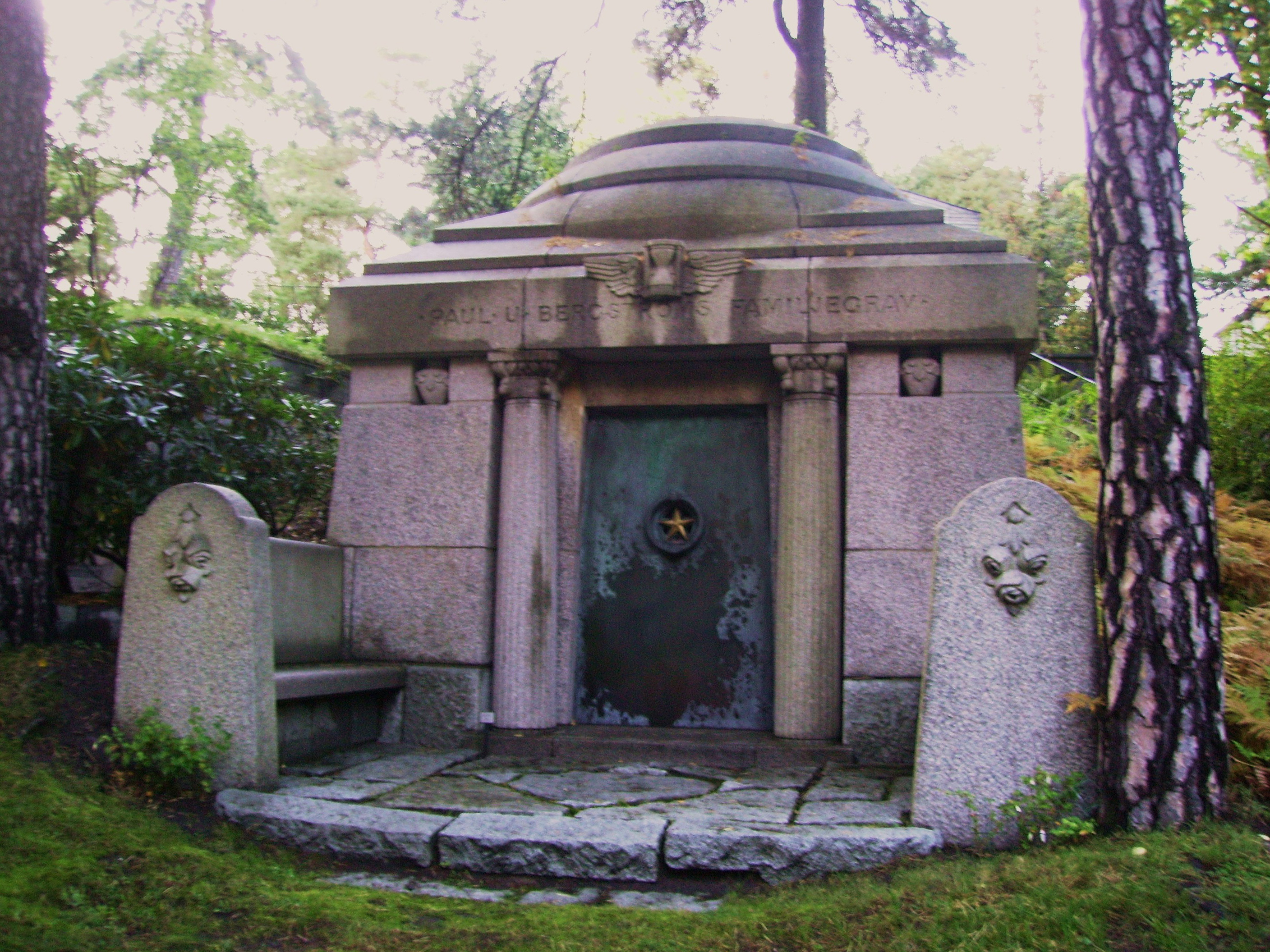
Paul U. Bergströms familjegrav.

Paul U. Bergström ligger begravd på Norra begravningsplatsen i Stockholm.

### Fotnoter
1. ↑  Toarps kyrkoarkiv, Födelse- och dopböcker, SE/GLA/13556/C/3 (1850-1860), bildid: C0046401_00058, födelse- och dopbok, s. 101, läs onlineläs online, läst: 30 maj 2018.[källa från Wikidata]
2. 1 2  Sveriges dödbok, läst: 30 maj 2018.[källa från Wikidata]
3. 1 2  Sveriges folkräkning 1910, Riksarkivet, läs onlineläs online, läst: 30 maj 2018.[källa från Wikidata]
4. 1 2  Sveriges folkräkning 1900, Riksarkivet, läs onlineläs online, läst: 30 maj 2018.[källa från Wikidata]
5. ↑  Bergström, PAUL URBANUS, Svenskagravar.se, läs online, läst: 29 april 2017.[källa från Wikidata]
6. ↑  ”Arkiverade kopian”. Arkiverad från originalet den 14 december 2018. https://web.archive.org/web/20181214070747/https://forum.genealogi.se/index.php?topic=77264.0. Läst 30 maj 2018.
7. ↑  Lärftskramhandel motsvarar manufakturaffär, tyger m.m.
8. ↑  Hitta graven